# NGC 609
NGC 609 é um aglomerado aberto na direção da constelação de Cassiopeia. O objeto foi descoberto pelo astrônomo Heinrich d'Arrest em 1863, usando um telescópio refrator com abertura de 11 polegadas. Devido a sua moderada magnitude aparente (+11), é visível apenas com telescópios amadores ou com equipamentos superiores. 